# Scopulus

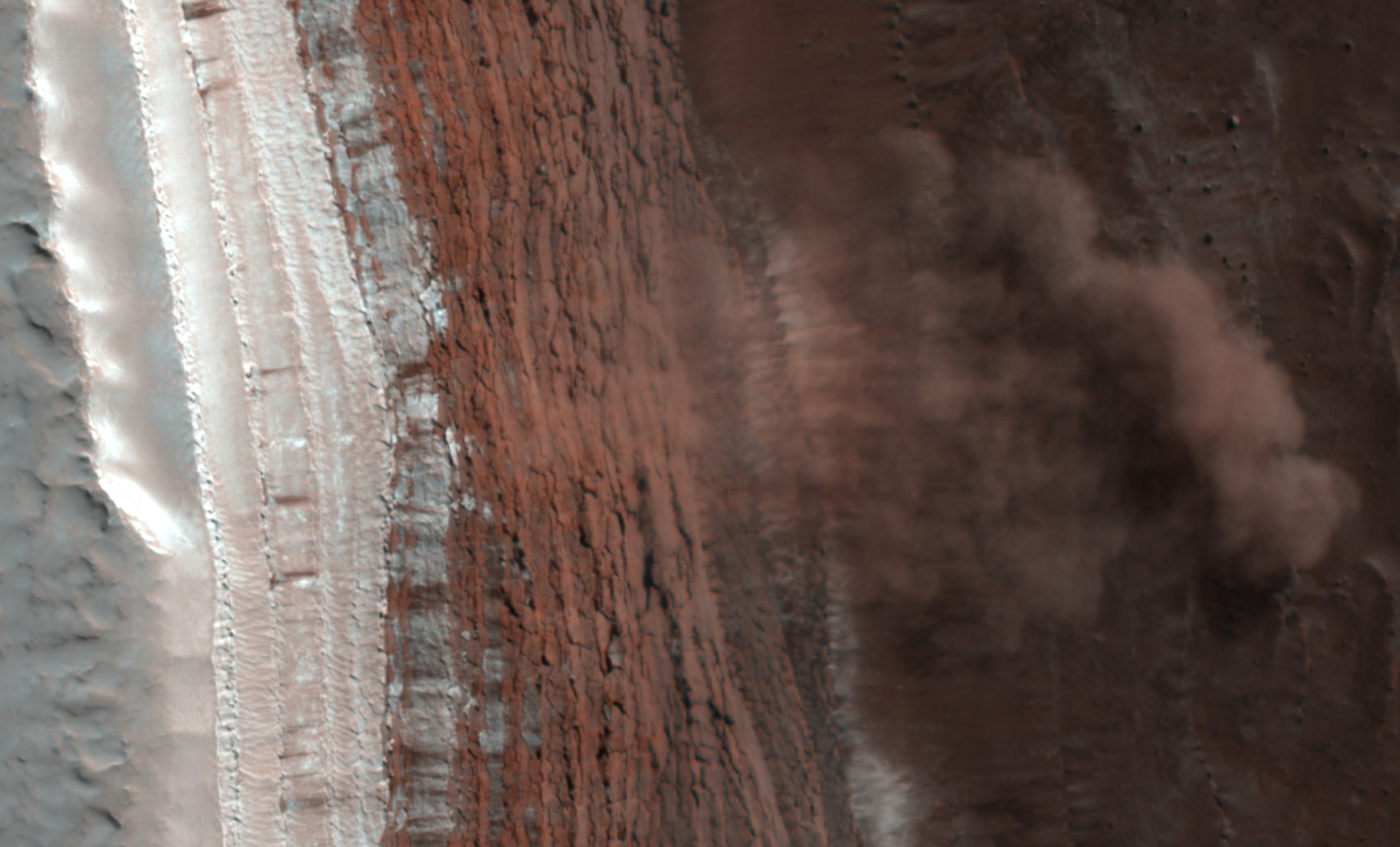
Avalanche partie du haut d'un des scopuli bordant la calotte polaire boréale, près du pôle nord de Mars, le 19 février 2008.

Scopulus (pluriel scopuli) est un mot d'origine latine qui désigne un roc ou une falaise. Ce terme est utilisé en exogéologie pour décrire une falaise ou un escarpement lobé ou irrégulier par opposition aux falaises relativement droites de type rupes.